# Les Martin
Les Martin est une série télévisée québécoise en 34 épisodes de 25 minutes scénarisée par Richard Pérusse et diffusée du 2 octobre 1968 au 28 mai 1969 à la Télévision de Radio-Canada.

## Synopsis
« Les Martin » raconte le quotidien d'un jeune couple et de quelques personnages qui gravitent autour.

## Fiche technique
- Scénariste : Richard Pérusse
- Réalisation : André Bousquet et Aimé Forget
- Société de production : Société Radio-Canada

## Distribution
- Monique Miller : Nicole Martin
- Jacques Godin : Éloi Martin
- Raymond Lévesque : Albert Ouellet
- Janine Sutto : Georgette Côté
- Georges Groulx : Gaston Côté
- Alain Gélinas : Jean-Baptiste Côté
- Marjolaine Hébert : Carmen Thibault
- Roland Chenail : Octave Thibault
- Daniel Gadouas : L'imbécile
- Nana de Varennes : Mme Gouin
- Susan King : Jocelyne Morissette
- Luce Guilbeault : Bernadette Beaulieu